# Perched Rock
Der Perched Rock (englisch für ‚Niedergelassener Felsen‘) ist ein verwitterter und 65 m hoher Felsvorsprung an der Ingrid-Christensen-Küste des ostantarktischen Prinzessin-Elisabeth-Land. In den Vestfoldbergen ragt er 600 m westlich des Collerson Lake auf der Breidnes-Halbinsel aus einem Gebirgskamm auf.
Das Antarctic Names Committee of Australia benannte ihn.